# Luigi Garzi

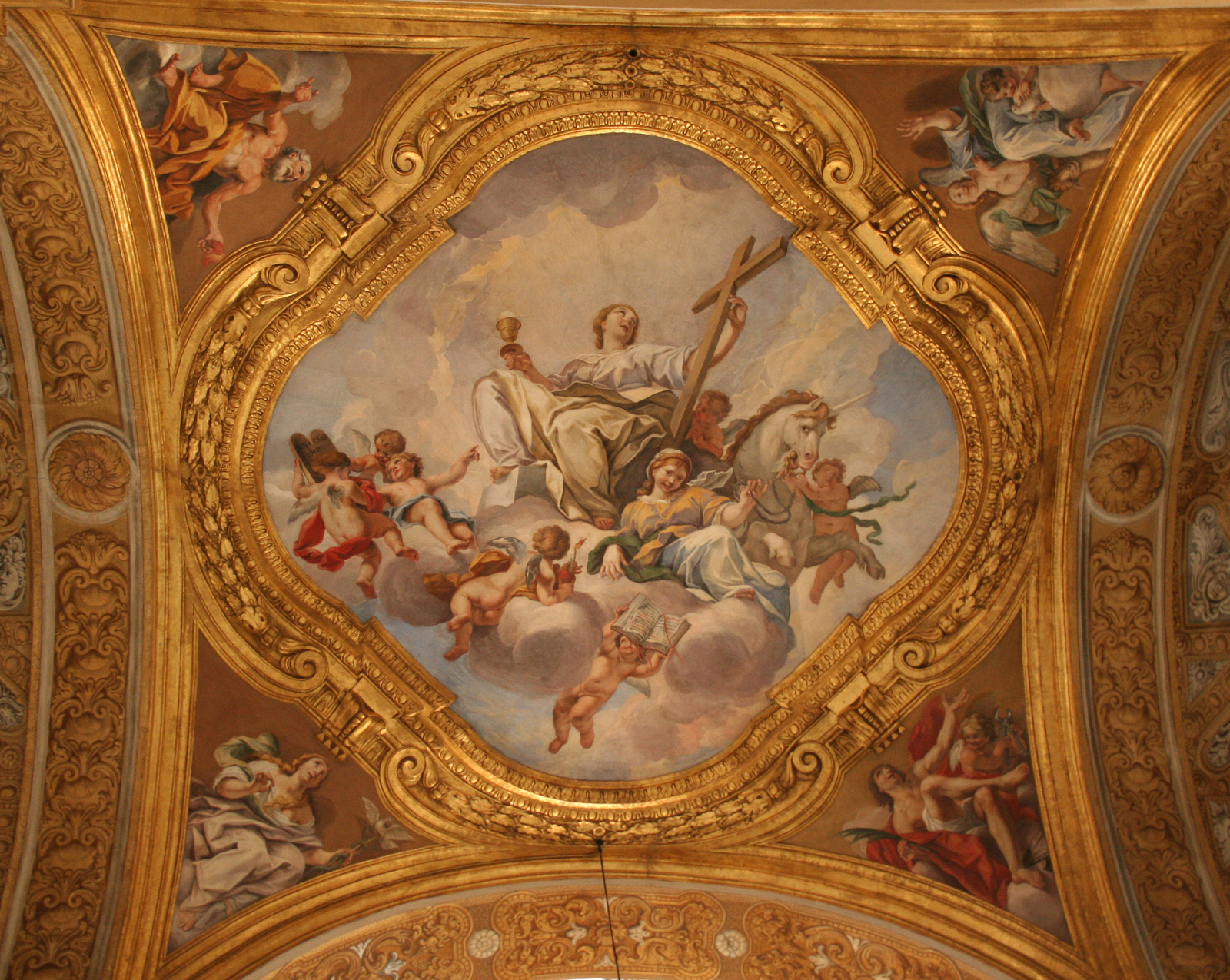
Allegoria della Fede, San Carlo al Corso, Roma

Luigi Garzi (Roma, 1638 – Roma, 2 aprile 1721) è stato un pittore italiano.

## Biografia e opere
Luigi Garzi nacque nel 1638 a Roma  e non a Pistoia come è stato a lungo creduto. Ancora giovane fu ammesso alla bottega di Andrea Sacchi. 
Parlano di lui molte opere di eruditi settecenteschi, e per la maggior parte lo lodano come Luigi Lanzi nella sua Storia pittorica dell'Italia che scrive di lui che era:
Mentre per Pellegrino Antonio Orlandi nell'Abecedario pittorico aveva il dono di:
Per merito di tutte queste qualità il Garzi ebbe molte commissioni per chiese e palazzi romani, toscani e napoletani. Ebbe anche la fortuna di una lunga vita (morì ultraottantenne) e lavorò sino alla fine. Nel 1680 fu accolto nella Congregazione dei Virtuosi al Pantheon, una delle maggiori accademie pittoriche romane e nel 1682 fu nominato alla direzione dell'Accademia di San Luca.

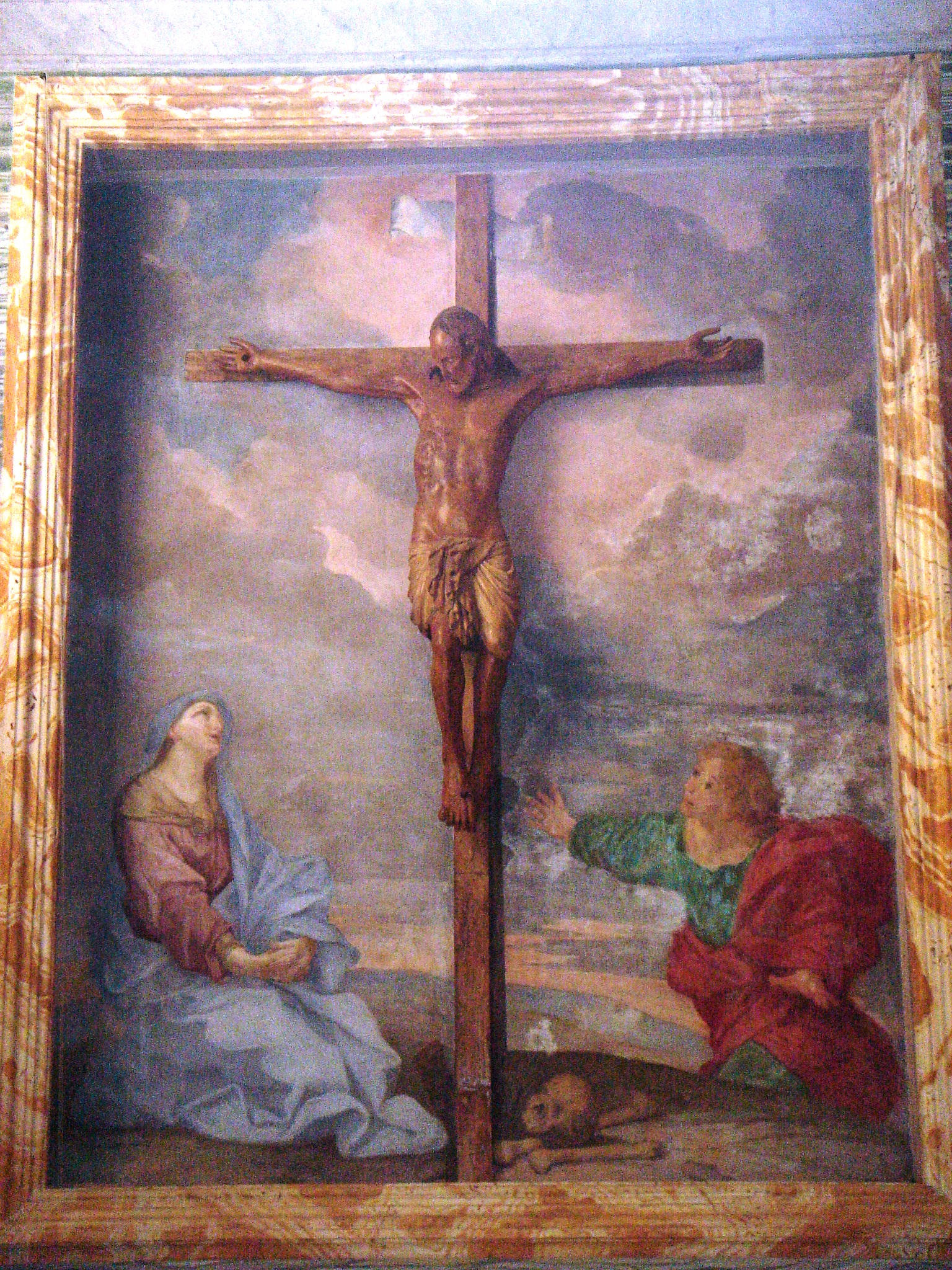
Crocifissione, Santa Barbara dei Librai, Roma

### Opere a Roma
Fra le sue principali opere romane ci sono l'affresco della volta della chiesa delle Santissime Stimmate di San Francesco che rappresenta La Gloria di San Francesco. Mentre nel soffitto della chiesa di Santa Caterina a Magnanapoli dipinse La Gloria di Santa Caterina (1713). Nella chiesa di San Carlo al Corso è di sua mano l'Allegoria della Fede (1680) e per Santa Maria del Popolo decorò la Cappella Cybo con La Gloria del Padre Eterno (1686).
Suoi sono la maggior parte degli affreschi della piccola chiesa di Santa Barbara dei Librai, con la gloria della santa titolare che domina il soffitto ed altri interventi come San Giovanni Evangelista e la Madonna che inquadrano un Crocifisso trecentesco sull'altare maggiore della chiesa.
Un San Silvestro e Costantino che mostrano i ritratti di San Pietro e Paolo si trova invece nella Basilica di Santa Croce in Gerusalemme. Un vasto ciclo di affreschi con la Vita e opere di San Brunone si trova nella Cappella dell'Epifania della Basilica di Santa Maria degli Angeli e dei Martiri, fece anche la tela per l'Altare maggiore della chiesa dei Santi Venanzio e Ansovino.

### Opere fuori Roma
Luigi Garzi fu chiamato anche per altre commissioni nel territorio dello Stato Pontificio, come per la decorazione di Palazzo Buonaccorsi a Macerata con raffigurati Venere nella fucina di Vulcano, la chiesa di San Filippo Neri a Fano e la Cattedrale di Cagli. In Piemonte, nella Cappella dei Re Magi della chiesa di San Pietro di Carcegna, c'è una sua tela dal titolo Adorazione dei Magi, datata 1671.

### Opere in Toscana
Nella natia Toscana si ricordano le sue decorazioni per il Duomo di Massa, La Trinità in gloria, e per il Duomo di Pescia una grossa tela con L'Assunzione della Vergine.

### Opere a Napoli

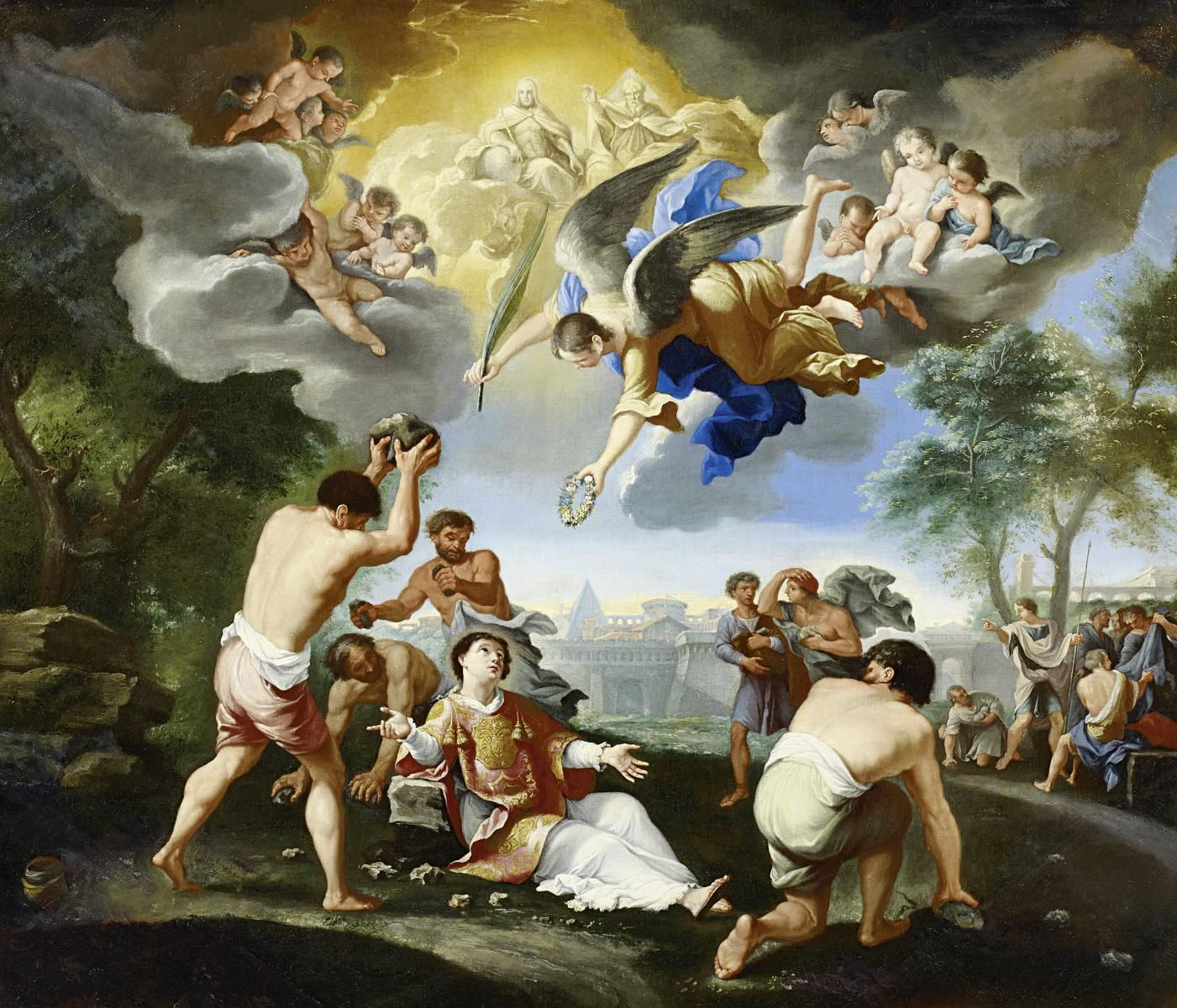
Martirio di Santo Stefano

A Napoli non rimangono molte opere del Garzi anche se sappiamo che il suo lavoro influenzò molto le maestranze locali, in particolare Paolo De Matteis con il quale lavorò nella sua commissione più importante cioè gli affreschi per la chiesa di Santa Caterina a Formiello. Lavorò anche per le chiese del Regno. Un suo bellissimo San Michele Arcangelo che abbatte i demoni datato 1699 si trova nell'Abbazia di San Michele Arcangelo nell'isola di Procida.

### L'ultima opera
Ma la sua ultima opera in assoluto si trova ancora a Roma nella Basilica di San Giovanni in Laterano ed è la figura del Profeta Gioele, inserita in vasto ciclo di altre opere dei pittori Giuseppe Bartolomeo Chiari, Benedetto Luti, Francesco Trevisani, Giuseppe Nicola Nasini, Domenico Maria Muratori, Giovanni Melchiori, Andrea Procaccini, Giuseppe Ghezzi, Giovanni Odazzi, Sebastiano Conca e Marco Benefial, iniziata nel 1718 e finita nel 1720, l'anno prima della morte del pittore, per ordine di papa Clemente XII.

### Altre opere
Altre opere del Garzi si trovano a Roma
- Chiesa di Santa Maria in Campo,
- Chiesa di San Paolo alla Regola,
- Chiesa di Sant'Ignazio di Loyola in Campo Marzio,
- Chiesa di San Giovanni della Pigna,
- Chiesa della Natività di Gesù
- Basilica di Santa Croce in Gerusalemme,
- Basilica dei Santi Ambrogio e Carlo al Corso

Invece a Carcegna, nella Chiesa di San Pietro si trova una sua Adorazione dei Magi